# Мальское
Мальское или Мольское — озеро в Изборской волости Печорского района Псковской области. В 4 км к северу от Изборска и в 27 км к западу от Пскова.
Площадь — 0,6 км² (63,8 га). Максимальная глубина — 11,0 м, средняя глубина — 6,5 м.
На северо-западном берегу расположен горнолыжный комплекс «Мальская долина» у деревни Рогово, у западного побережья — деревня Малы и Мальский монастырь (Спасо-Онуфриев скит Псково-Печерского монастыря), у восточного побережья — деревня Захново и Иверский скит Псково-Печерского монастыря.
Проточное. Относится к бассейну реки Псковского озера. На юге в озеро впадает река Смолка, на севере из озера вытекает река Обдёх, которая в свою очередь и впадает в Псковское озеро.
Тип озера плотвично-окуневый. Массовые виды рыб: щука, плотва, окунь, ерш, красноперка, карась, налим, верховка, вьюн, пескарь, налим, густера, язь, щиповка, девятииглая колюшка; раки (единично).
Для озера характерны: крутые и отлогие берега, заболочены, илистое дно, в прибрежьи есть песок и заиленный песок, сплавины. Степень зарастания: тростник, осока, рогоз, горец, рдесты, кубышка, камыш, хара, стрелолист, роголистник, вахта, мох-фонтиналис, стрелолист, частуха (21 %).

## Галерея

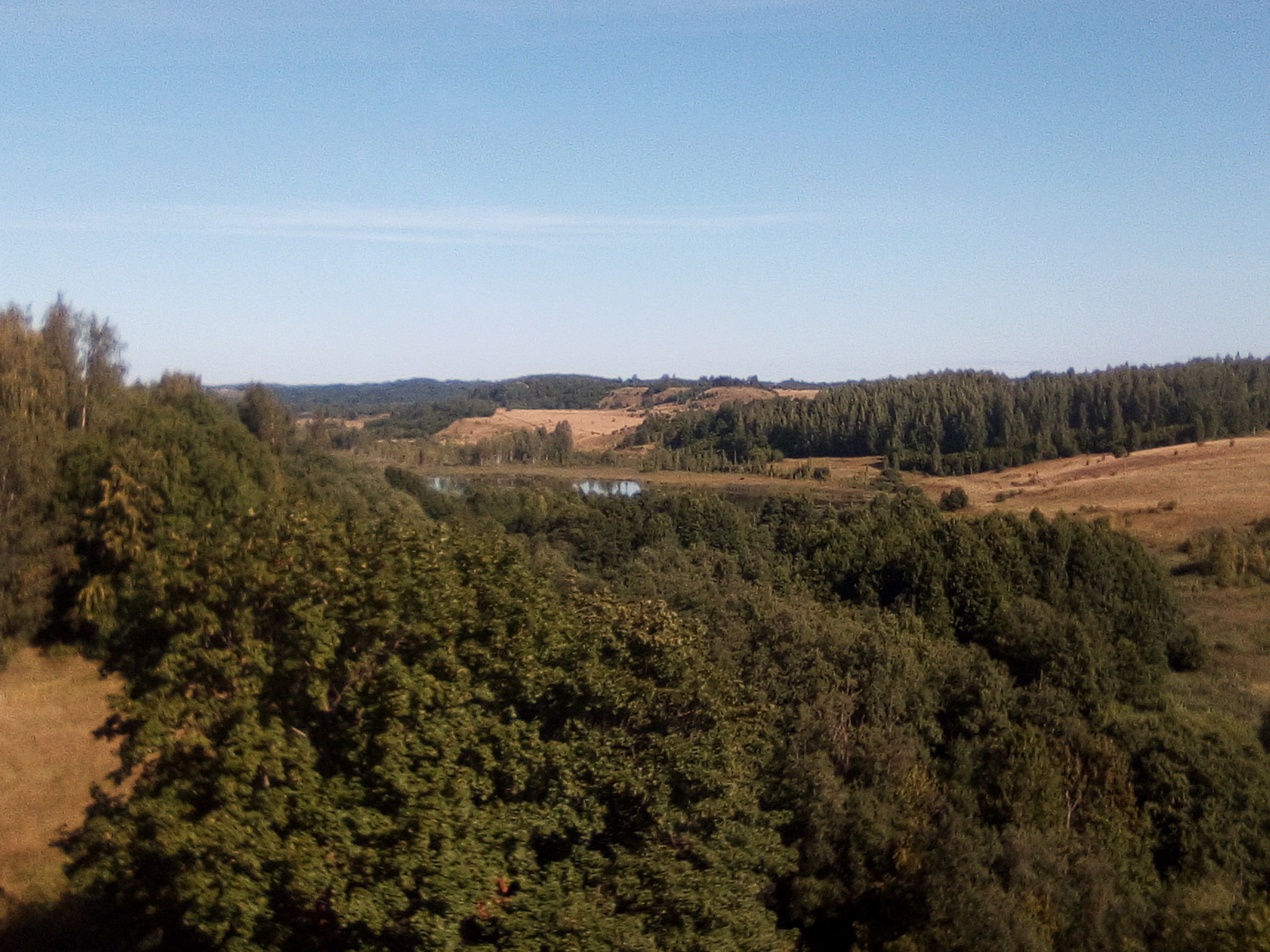
Вид на Мальское озеро со смотровой площадки Изборской крепости
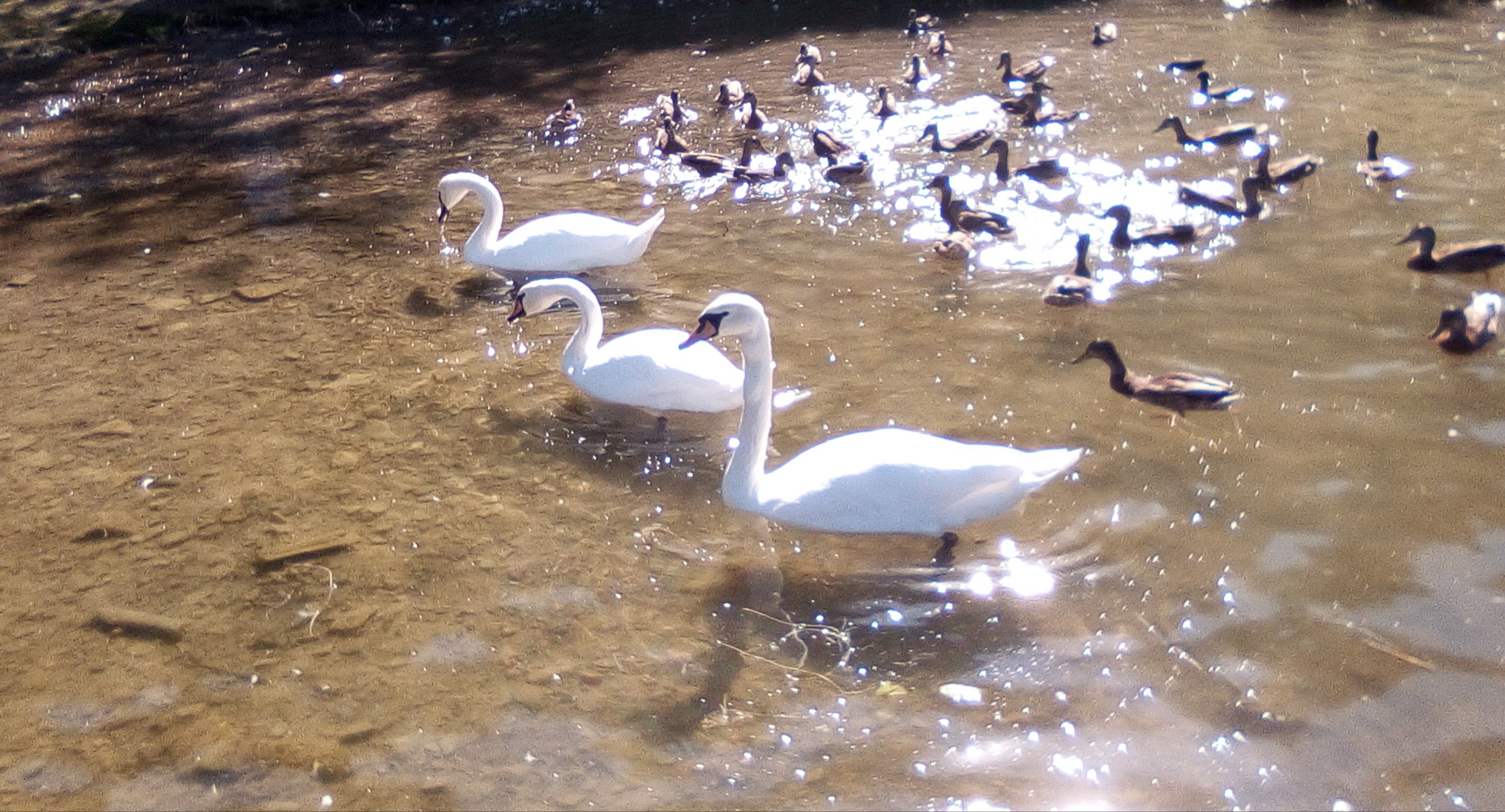
Утки и лебеди в Мальском озере.
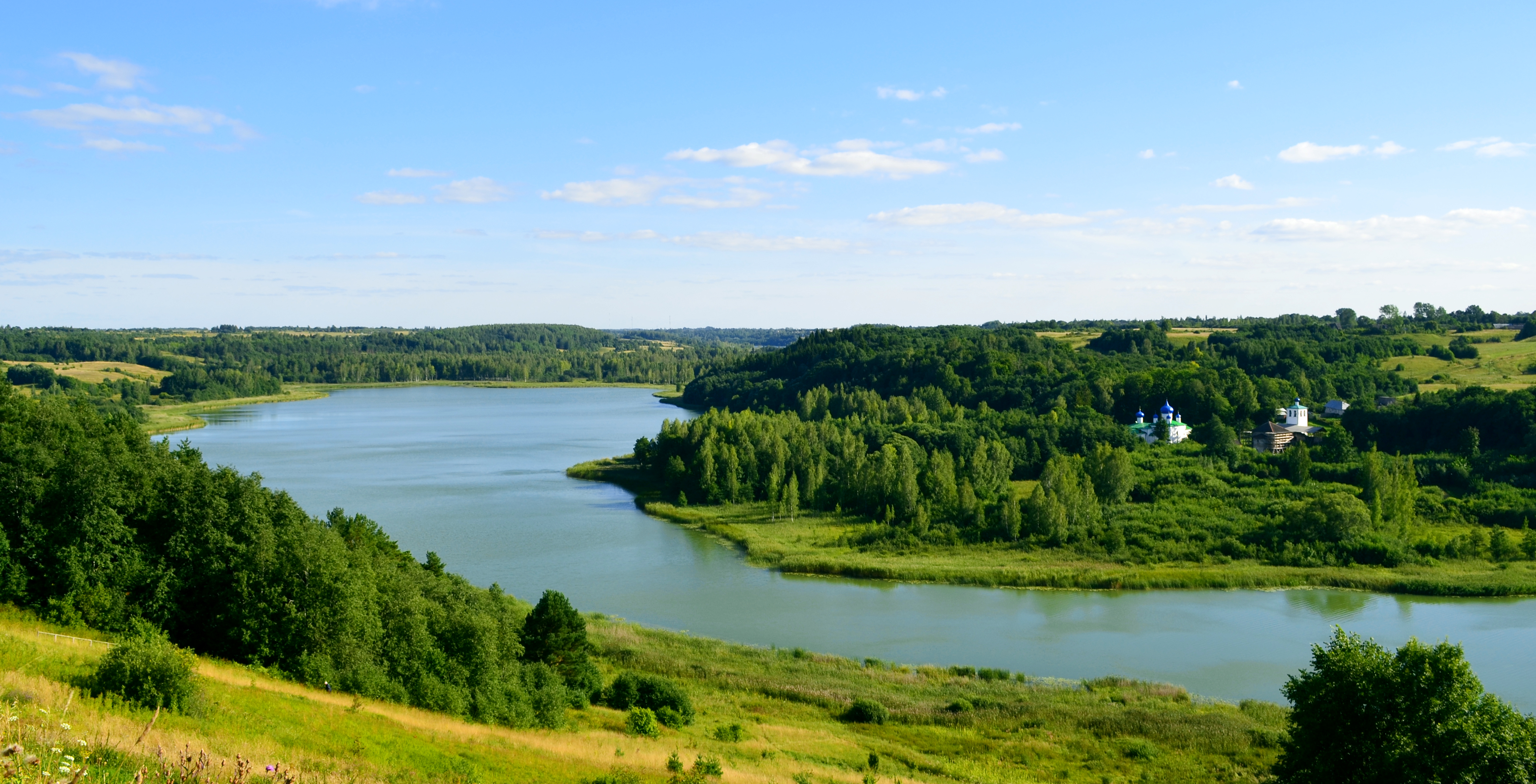
Вид на Мальское озеро и Мальской монастырь